# Dieter Arend
Dieter Arend   (14 d'agost de 1914 - valor desconegut, segle XX (>1936)) fou un remer alemany que va competir durant la dècada de 1930.
El 1936 va prendre part en els Jocs Olímpics de Berlín, on guanyà la medalla d'or en la prova del dos amb timoner del programa de rem. Formà equip amb Gerhard Gustmann i Herbert Adamski i feia de timoner.